# Stephen Prince
Stephen Prince (n. 13 septembrie 1955 – d. 30 decembrie 2020, Blacksburg⁠(d), Virginia, SUA) a fost un critic de film, istoric și teoretician american. A fost profesor de studii de comunicare și mai apoi de film la Universitatea de Stat și Institutul Politehnic Virginia („Virginia Tech”). Printre cărțile sale se numără The Warrior's Camera: The Cinema of Akira Kurosawa (1991) și Savage Cinema: Sam Peckinpah and the Rise of Ultraviolent Filies (1998). Prince era menționat ca un expert în cinematografia asiatică de Criterion Collection, iar comentariile sale erau incluse adesea ca anexe ale filmelor. 

## Lucrări

### Lucrări originale
- The Warrior's Camera: Cinema of Akira Kurosawa (1991, ediția a II-a, 1999), Princeton University Press.
- Visions of Empire: Imagery Politic in Contemporary American Films (1992), Praeger.
- Movies and Meaning: An Introduction to Film  - Filme și semnificații: o introducere în film (1996; ediția a 6-a, 2012)
- Savage Cinema: Sam Peckinpah and the Rise of Ultraviolent Films (1998), University of Texas Press;
- Screening Violence (2000), Rutgers University Press (Seria: Rutgers Depth of Field Series).
- A New Pot of Gold: Hollywood under the Electronic Rainbow, 1980-1989 (2002), University of California Press (Serie: Istoria cinematografiei americane, Cartea nr. 10 History of the American Cinema, Book # 10)
- Classical Film Violence: Designing and Regulating Brutality in Hollywood Cinema - Violența filmului clasic: Proiectarea și reglementarea brutalității în cinematografia Hollywoodului, 1930–1968 (2003), Rutgers University Press
- Firestorm: American Film in the Age of Terrorism - Filmul american în era terorismului (2009), Columbia University Press
- Digital Visual Effects in Cinema: The Seduction of Reality - Efecte vizuale digitale în cinematografie: seducția realității (2011), Rutgers University Press

### Ca redactor
- Sam The Peckinpah „The Wild Bunch” (Hoarda sălbatică, 1998), Cambridge University Press (Seria: Cambridge Film Handbooks).
- The Horror Film - Filmul de groază (2004), Rutgers University Press.
- American Cinema of the 1980s: Themes and Variations - Cinematografia americană din anii 1980: Teme și variații (2007), Rutgers University Press (Serie:  Screen Decades: American Culture/American Cinema)

### Comentarii pe DVD și Blu-ray
- Comentariu despre Kwaidan, The Criterion Collection. [4]
- Comentariu despre Ikiru (2003), The Criterion Collection.
- Comentariu despre Ran (2003), Ediția Masterworks.
- Commentary on Dai-bosatsu tôge (Dai-bosatsu tôge, 2005), The Criterion Collection.
- Comentariu la  Marele Duel. Arrow Video[5]